# Periadriatska prelomna cona
Periadriatska prelomna cona, tudi Periadriatski šiv (ali prelom) je posebna geološka prelomnica v južni Evropi, ki poteka v obliki črke S približno 1000 km od Tirenskega morja skozi celotne južne Alpe vse do Madžarske. Tvori ločnico med jadransko in evropsko ploščo.

## Izvor
Plošče so se premikale vzdolž te prelomnice vodoravno in navpično. Vzhodnoalpski stropi so bili ponekod dvignjeni za nekaj kilometrov v primerjavi z Južnimi Alpami, ki so na površje prinesle kristale proti severu, južno od črte pa prevladujejo sedimentiti, ki so ostali večinoma nedotaknjeni zaradi tektonskih dogodkov in metamorfoz, ki so vplivale na Vzhodnih in Zahodnih Alpah, zabeleženih proti koncu mezozoika (pred približno 100 milijoni let). Predpostavlja se, da so se Južne Alpe pomaknile proti zahodu za okoli 50 do 100 km v primerjavi s prvotnim območjem nastanka.

## Stanje
Periadriatski šiv je star lineament, ki je obstajal dolgo pred nastankom alpskih gora. Dokazi za to vključujejo: Variška kamninska telesa, sedimentni zagozdi Permotrijev in dvignjene plutonske kamnine (granit, tonalit), ki jih v geologiji imenujemo perijadranski ali perijadranski intruzivi. Na njihovem območju, zlasti južno od Tauernskega okna, manjka opazen kos starodavne alpske zemeljske skorje. Po mnenju Rudolfa Oberhauserja (1980) je tu lahko tudi izginulo koreninsko območje Severnih apneniških Alp.

## Tektonika in geologija
Znotraj Vzhodnih Alp črta označuje mejo med Centranimi vzhodnimi Alpami in Južnimi apneniškimi Alpami. V Zahodnih Alpah tvori razdelek med južnim apulijskim predgorjem in osrednjimi kristalinskimi conami Alp.
Kontinentalni trk še vedno poteka, apulijska in evropska plošča se še zbližata. Tudi osrednje cone Alp se dvigujejo, kar povzroča navpični zdrs vzdolž preloma. Rezultat je niz večjih prelomnih območij s skupnim imenom Periadriatskaprelomna cona. Gibanje po periadriatskem šivu je vzrok za potresno območje med Dunajem in Furlanijo. Zadnji rušilni potres se je v Furlaniji zgodil leta 1976.
Dvig je povzročil silovito erozijo mladega orogena, kar je povzročilo nastanek okna Visoke Ture. Na več območjih je prišlo do močnega dviga Centralnih Alp za nekaj kilometrov in tudi premika za več kot 50 km.

## Potek
Velike vzdolžne doline morfološko nakazujejo potek periadriatske prelomne cone na dolgih odsekih. Pojavlja se severozahodno od Torina kot insubrijska črta med mladimi terciarnimi in kvartarnimi usedlinami Padske nižine in sega v Valtellino severno od severnoitalijanskih jezer. Od Sondria se nadaljuje kot linija Tonale čez prelaz Aprica in čez zgornjo dolino Val Camonica do prelaza Tonale in naprej do Dimara v Sulztalu (Val di Sole). Pri Dimaru se pod ostrim kotom sreča s črto Judicaria, ki poteka v ravni črti od jezera Idro preko Madonne di Campiglio. Glavna prelomnica se nadaljuje čez Malè in Proveis ter nato čez Hofmahdjoch in skozi dolino Marauner v zunanji Ultental proti Meranu. Tam sledi Naiftalu v zgornjo dolino Penser in prečka Penser Joch do Maulsa.
Od tod sledi markantni vzdolžni dolini kot Pustertalska linija, ki ločuje apnenčaste kamnine Dolomitov od starih kristalastih kamnin in terciarnih tonalitov Vzhodnih Alp na severu. Omejuje granit Brixen na severu in teče skozi mesto Vals do Stollbergsattel do Terenta in Kiensa, dokler se Brixnerski granit ne potopi približno 2 km vzhodno od Kiensa. Prelom sega preko Brunecka na severni strani glavne doline v dolino Drave blizu Silliana. Tu se začne odsek, imenovan Ziljska linija, ki ji sledi Karavanška linija, ki deli gorovje na Severne in Južne Karavanke in ji lahko sledimo do roba Vzhodnih Alp ali do Bacherjevega gorovja. Vzhodno od tega se dokončno podre in konča pod terciarnimi in kvartarnimi nanosi Panonske kotline. Pred tem se nedaleč od mejnega trikotnika Avstrije, Italije in Slovenije odcepi Savska linija proti jugovzhodu in jugu.

## Geografski položaj in imena
Od vzhoda proti zahodu je potek periadriatske prelomne cone in regionalno poimenovanje naslednje:
- Dravska linija: Panonska kotlina – Pohorje – Karavanke – Dravska dolina (Jauntal, Rosental) – Rožek
- Ziljska linija: Beljak – Ziljska dolina – Kartitsch
- Pustertalska linija: Sillian – Pustriška dolina – Bruneck
- Linija Giudicárie: Merano – Val di Sole
- Linija Tonale ali Insubric: prelaz Tonale – Val Camonica – Valtellina – Biella